# Schweizer U20-Eishockeynationalmannschaft
Die Schweizer U20-Eishockeynationalmannschaft ist die nationale Auswahlmannschaft der U20-Junioren der Schweiz, die zwischen 2006 und 2009 als Gastmannschaft am Spielbetrieb der National League B teilnahm.

## NLB-Teilnahme
Die Teilnahme am Spielbetrieb einer professionellen Liga sollte die Juniorenspieler auf die jährlichen Weltmeisterschaften vorbereiten und das Spielverständnis der einzelnen Angriffsformationen untereinander verbessern. Dadurch erhielt jedes NLB-Team ab 2006 ein zusätzliches Heimspiel und die U20-Auswahl hatte die Möglichkeit, selbst gegen Herrenmannschaften anzutreten. Dieses Modell, das im finnischen Eishockey und auch im Schweizer Handball bereits angewandt wurde, wurde aufgrund des positiven Feedbacks aus Finnland durch den SEHV in die Ligenplanung eingebracht und von den meisten NLB-Klubs für gut befunden.
Viele Juniorenspieler erhalten bei ihren NLA-Klubs nur wenig Eiszeit und kommen daher meist in der unausgewogenen Nachwuchsliga Elite A zum Einsatz, einige auch in der NLB. Auf jene Ergänzungsspieler, und nicht unbedingt auf die Stammspieler, wird daher auch das Hauptaugenmerk und der Hauptnutzen der Teilnahme an der NLB liegen. Die Spieler können so in den Monaten vor WM-Beginn zu einer Mannschaft zusammenwachsen und sich an ein höheres Spieltempo gewöhnen.
Im Juni 2009 entschied die Gesellschafterversammlung von Swiss Icehockey, dass die Schweizer U20-Eishockeynationalmannschaft nicht mehr als Gastmannschaft an der NLB teilnehmen würde.

## Platzierungen

### Weltmeisterschaften
- 2025: 8. Platz
- 2024: 7. Platz
- 2023: 7. Platz
- 2022: 8. Platz
- 2021: 9. Platz
- 2020: 5. Platz
- 2019: 4. Platz
- 2018: 8. Platz
- 2017: 7. Platz
- 2016: 9. Platz
- 2015: 9. Platz
- 2014: 7. Platz
- 2013: 6. Platz
- 2012: 8. Platz
- 2011: 5. Platz
- 2010: 4. Platz
- 2009: Division I 1. Platz Gruppe A
- 2008: 9. Platz
- 2007: 7. Platz
- 2006: 6. Platz
- 2005: 8. Platz
- 2004: 8. Platz
- 2003: 7. Platz
- 2002: 4. Platz
- 2001: 6. Platz
- 2000: 6. Platz
- 1999: 9. Platz
- 1998: Bronzemedaille
- 1997: 7. Platz
- 1996: 9. Platz
- 1995: B-WM 1. Platz
- 1994: 8. Platz
- 1993: B-WM 1. Platz
- 1992: 8. Platz
- 1991: 7. Platz
- 1990: B-WM 1. Platz
- 1989: B-WM 2. Platz
- 1988: B-WM 3. Platz
- 1987: 6. Platz
- 1986: 7. Platz
- 1985: B-WM 1. Platz
- 1984: 8. Platz
- 1983: B-WM 1. Platz
- 1982: 8. Platz
- 1981: B-WM 1. Platz
- 1980: 8. Platz
- 1979: B-WM 1. Platz
- 1978: 8. Platz

### National League B
- 2008/09 Teilnahme als Gastmannschaft, 1 Sieg (4 Punkte)
- 2007/08 Teilnahme als Gastmannschaft, 3 Siege (10 Punkte)
- 2006/07 Teilnahme als Gastmannschaft